# Jersey (framework)
Pour les articles homonymes, voir Jersey (homonymie).
Jersey est un framework open-source écrit en langage Java permettant de développer des services web selon l'architecture REST suivant les spécifications de JAX-RS (JSR 311 et JSR 339).

## Description
Jersey a été développé par Oracle. Il est distribué sous la double licence CDDL (Common Development and Distribution License) et GPL version 2 (General Public License). Jersey est construit, assemblé et installé à l'aide de l'outil d'automatisation Maven et est inclus dans la distribution du serveur Glassfish.

## Fonctionnalités
API clientL'API client de Jersey permet l'interopérabilité avec des services web REST. L'objectif de cette API est d'encapsuler une contrainte de clé de l'architecture REST côté client, faciliter l'interopérabilité avec les services web et être le pendant côté client de l'API (côté serveur) JAX-RS.
WADL (Web Application Description Language)WADL est un document XML qui définit un vocable permettant de décrire les applications web. WADL a pour but d'être pour REST le pendant des fichiers WSDL de WS-*. Jersey génère automatiquement un document WADL qui inclut les ressources de la racine ainsi que le maximum de métadonnées, qui sont extraites des classes via les annotations de JAX-RS.
Formats de donnéesJersey supporte plusieurs formats parmi lesquels Atom, JSON et MIME Multipart data.
AutresJersey supporte le modèle modèle-vue-contrôleur (MVC) et fournit également un framework permettant aux développeurs d'injecter des dépendances (supporte EJB, Spring et Guice).